# 拟大羽铁角蕨
拟大羽铁角蕨（学名：Asplenium sublaserpitiifolium）为铁角蕨科铁角蕨属下的一个种。

## 扩展阅读
- 維基物種上的相關：拟大羽铁角蕨